# Neoarisemus brevicornis
Neoarisemus brevicornis är en tvåvingeart som beskrevs av Duckhouse 1978. Neoarisemus brevicornis ingår i släktet Neoarisemus och familjen fjärilsmyggor. Inga underarter finns listade i Catalogue of Life.